# Beata Łebkowska-Wieruszewska
Beata Izabela Łebkowska-Wieruszewska – polska lekarz weterynarii, doktor habilitowany nauk weterynaryjnych, profesor w Państwowym Instytucie Weterynaryjnym – Państwowym Instytucie Badawczym, specjalistka od farmakologii.

## Kariera naukowa
W 2005 roku na Akademii Rolniczej w Lublinie uzyskała tytuł lekarza weterynarii. W 2009 roku na Wydziale Medycyny Weterynaryjnej tej samej uczelni uzyskała stopień doktora nauk weterynaryjnych na podstawie rozprawy pt. Różnice w wartościach stężeń sulfachloropirazyny w tkankach kurcząt i indyków oznaczonych techniką HPLC w aspekcie wyznaczenia okresu karencji, której promotorem był Cezary Kowalski. W tym samym roku została zatrudniona na tejże uczelni, a w 2019 roku uzyskała na niej stopień doktora habilitowanego nauk weterynaryjnych na podstawie pracy pt. Ocena profilu farmakokinetycznego wybranych leków przeciwbólowych u zwierząt towarzyszących.